# José María Álvarez del Manzano
José María Álvarez del Manzano y López del Hierro (Sevilla, 17 de octubre de 1937) es un funcionario y político español, alcalde de Madrid entre 1991 y 2003. Anteriormente a su entrada en política, había sido inspector técnico de Timbres del Estado y secretario general técnico del Ministerio de Hacienda, profesor de Hacienda Pública y Derecho Fiscal en la Universidad de Deusto.

## Biografía

### Primeros años y formación
Hijo de José Álvarez del Manzano y García-Infante, abogado del Estado desde 1931.  Aunque nació en Sevilla, Álvarez del Manzano vive en Madrid desde los tres años. Estudió en el colegio jesuita de Nuestra Señora del Recuerdo en Chamartín, y se licenció en Derecho por la Universidad de Madrid.Es suegro del edil Borja Carabante, y su hija es Monica Álvarez del Manzano.
En 1963 aprobó las oposiciones para inspector de Hacienda en el entonces denominado «Cuerpo de Inspectores Técnicos de Timbre del Estado». Ha trabajado en las delegaciones de Hacienda de Ciudad Real, Badajoz, Toledo, Santander y Vizcaya. Entre 1971 y 1973 formó parte de la Diputación Foral de Álava, hasta que diciembre de 1973 fue designado delegado de Hacienda, Rentas y Patrimonios del Ayuntamiento de Madrid.
Durante su estancia en Vizcaya compaginó el cargo con un puesto de profesor de Derecho Fiscal en la Universidad de Deusto, en Bilbao, así como profesor de Hacienda y Derecho Fiscal en la Escuela Superior de Estudios Técnicos de Álava.
Afiliado a la Unión de Centro Democrático, en noviembre de 1976 fue nombrado secretario general técnico del Ministerio de Hacienda, bajo las órdenes del ministro Eduardo Carriles. Y en 1977, ya bajo el primer gobierno democrático de Adolfo Suárez, pasó a ocupar la subsecretaría del Ministerio de Agricultura entre 1977 y 1978, durante el mandato de Martínez Genique.

### Ayuntamiento de Madrid

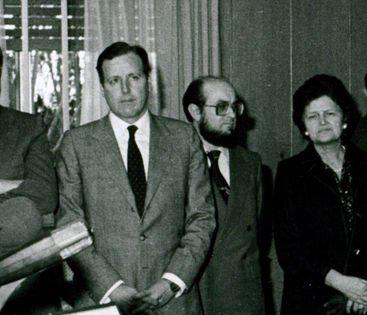
Álvarez del Manzano en diciembre de 1982.

En las elecciones municipales de 1979 obtuvo el acta de concejal para el ayuntamiento de Madrid, como segundo en las listas de la Unión de Centro Democrático (UCD) liderada por José Luis Álvarez y Álvarez. A pesar de que la UCD fue el partido más votado, no pudo formar gobierno debido a un pacto entre PSOE y PCE que propició la investidura de Enrique Tierno Galván. De este modo, Álvarez del Manzano tuvo que trabajar como portavoz de la oposición.
Tras la disolución de UCD, Álvarez del Manzano se afilió al Partido Demócrata Popular e intentó liderar la lista de Coalición Popular para las municipales de 1983. El candidato finalmente elegido fue Jorge Verstrynge de Alianza Popular, por lo que tuvo que asumir otra vez la segunda posición de la lista. Sin embargo, Verstrynge nunca llegó a asumir el acta porque prefirió continuar como diputado, así que Álvarez del Manzano se convirtió en el líder de la oposición a Tierno Galván y a su sucesor, Juan Barranco.
En las municipales de 1987 se presentó como candidato a la alcaldía por Alianza Popular y quedó en segunda posición con 20 concejales, por detrás del PSOE de Juan Barranco (24 asientos) y por delante del Centro Democrático y Social de Rodríguez Sahagún (ocho) y de Izquierda Unida de Ramón Tamames (tres). Aunque en un primer momento Barranco revalidó la alcaldía, PP y CDS llegaron a un acuerdo para impulsar una moción de censura el 29 de junio de 1989. Si bien el CDS había obtenido menos escaños que AP, el acuerdo implicaba que Sahagún sería el alcalde de Madrid y Álvarez del Manzano asumiría como teniente de alcalde.

### Alcalde de Madrid

#### Primer mandato: 1991-1995
La mayoría absoluta del Partido Popular en las elecciones municipales de 1991 propició la investidura de Álvarez del Manzano como alcalde de Madrid el 5 de julio del mismo año. En 1992 la ciudad asumió la celebración de la Capital Europea de la Cultura, en colaboración con el Ministerio de Cultura y el gobierno de la Comunidad de Madrid.
El primer mandato estuvo marcado por la construcción de infraestructuras y la inauguración de las ya planeadas durante el mandato de Rodríguez Sahagún, como el Parque Juan Carlos I y el Faro de Moncloa. Además de diseñar el futuro Plan General de Ordenación Urbana, trató de mejorar la movilidad mediante el asfaltado de calles, la construcción de túneles, y la inauguración de aparcamientos subterráneos en barrios céntricos. Llegó incluso a plantear un proyecto de autopista subterránea, aunque fue descartado por inviable. Otro de sus objetivos fue impulsar Madrid como ciudad de negocios y eventos internacionales, coincidiendo con la apertura de los nuevos pabellones de la Feria de Madrid.
A finales de 1991 puso en marcha el servicio de atención sanitaria Samur-Protección Civil, concebido por el concejal Simón Viñals y dirigido por José Luis Gilarranz.
En el plano económico, hizo recortes presupuestarios con el objetivo de sanear las cuentas públicas. Casi todo el dinero estuvo destinado a las nuevas infraestructuras, y negoció con el Estado el uso de subvenciones europeas para el cierre de rondas de circunvalación, como el trazado norte de la autopista M-40 a su paso por el monte de El Pardo.

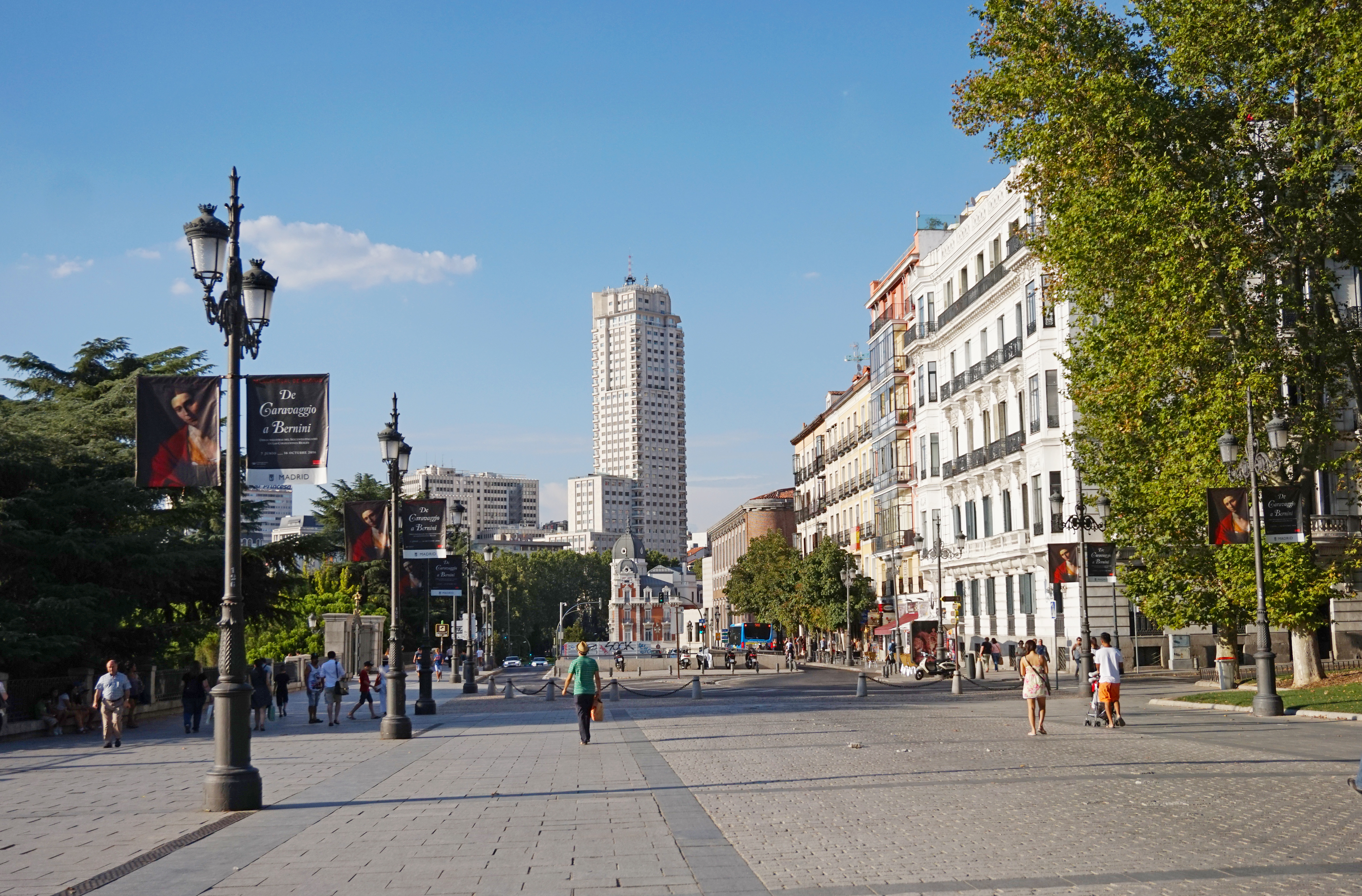
El soterramiento de la calle de Bailén convirtió a la Plaza de Oriente en una zona peatonal.

En septiembre de 1994 puso en marcha la reforma de la Plaza de Oriente, cuyas obras duraron tres años. El objetivo era recuperarla como plaza peatonal mediante el soterramiento de la calle de Bailén, que dividía los jardines del Palacio Real. Las obras sufrieron varios retrasos por el descubrimiento de yacimientos históricos del Real Alcázar, algo que elevaría el presupuesto hasta los 5470 millones de pesetas y suscitó críticas de la oposición. Cuando fue inaugurada en 1997 se habían recuperado más de 23 000 metros cuadrados de superficie peatonal, convirtiendo a la zona en uno de los mayores reclamos turísticos de Madrid. El proyecto sirvió también para remodelar el Teatro Real.
La gestión de Álvarez del Manzano estuvo marcada por las controversias entre su propio equipo, en particular con Ángel Matanzo, concejal del distrito Centro y uno de sus ediles más polémicos, a quien terminó relegando en 1993 por haber intentado cerrar el teatro Alfil sin autorización. En este periodo también se produjo la privatización parcial de la Empresa Municipal de Servicios Funerarios en diciembre de 1992, que terminaría suscitando el llamado «caso Funeraria» con varios ediles imputados por prevaricación.

#### Segundo mandato: 1995-1999

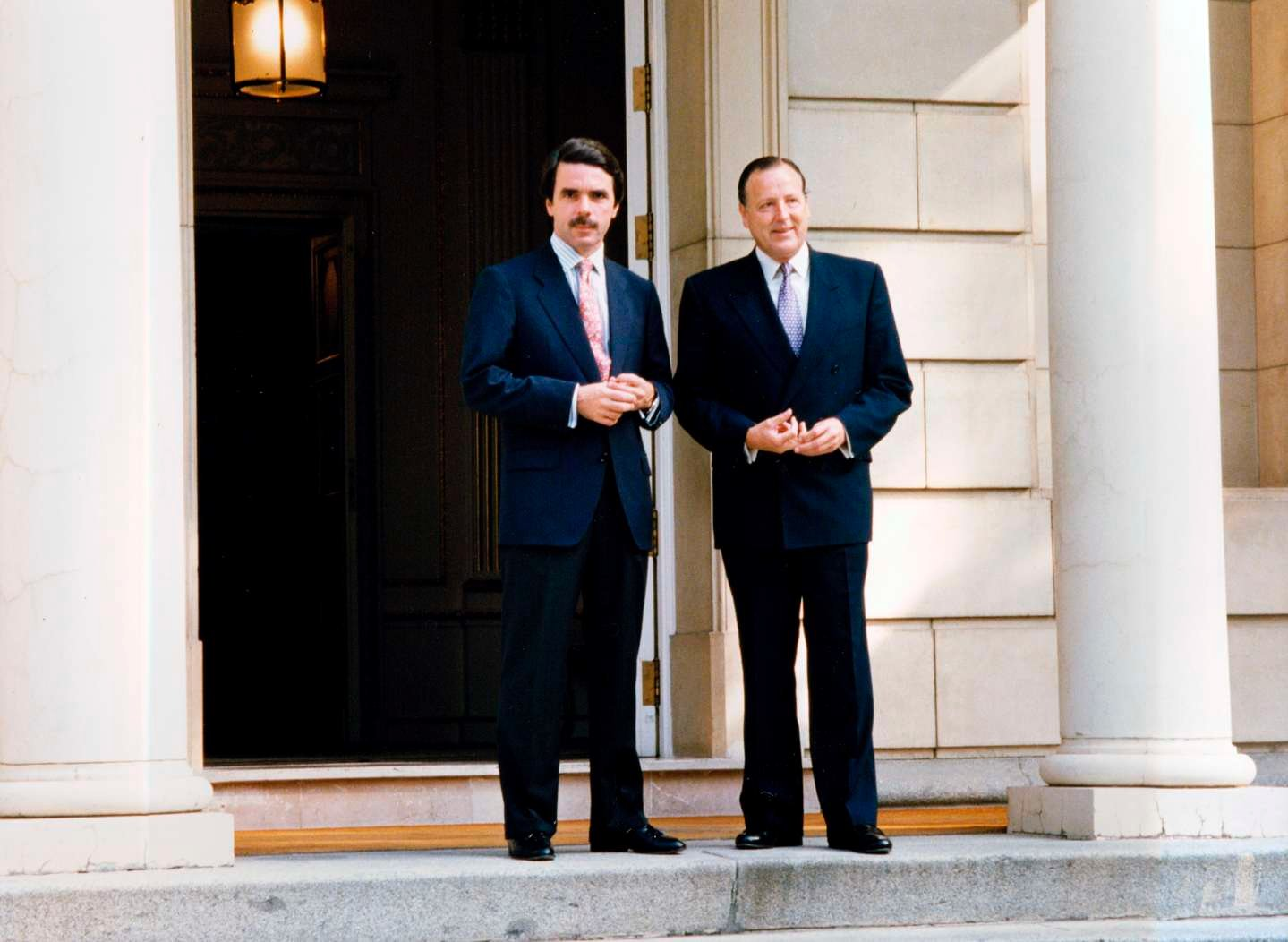
Álvarez del Manzano es recibido en La Moncloa por el presidente José María Aznar (1996).

Álvarez del Manzano vio revalidada su mayoría absoluta en las municipales de 1995 con más del 52% de los votos. En este segundo mandato se centró en sacar adelante el Plan General de Ordenación Urbana, que ampliaba el suelo urbanizable y contemplaba la construcción de más de 75 000 viviendas en seis nuevos barrios: Sanchinarro, Montecarmelo, Las Tablas, Arroyo del Fresno, Buenavista y Ensanche de Vallecas. El desarrollo de estas zonas residenciales conllevó negociaciones y disputas políticas con el nuevo presidente de la Comunidad de Madrid, Alberto Ruiz-Gallardón, respecto a las competencias urbanísticas. El PGOU fue aprobado finalmente en abril de 1997. Todas estas medidas pretendían aliviar el alza de precios por la escasez de vivienda, aunque no llegaron a resolverlo.
Otra medida importante a nivel urbanístico fue la rehabilitación de barrios degradados como Lavapiés, del que llegaron a restaurarse 4000 viviendas en su primera fase, y del centro histórico.
El alcalde mantuvo el plan de túneles urbanos para descongestionar el tráfico rodado. En noviembre de 1998 llegó a presentar un proyecto de autopistas de pago bajo tierra, la «Red Especializada de Vías Subterráneas», que estaría formada por más de 140 km de túneles y que contaba con el aval del Ministerio de Fomento. Tal y como le pasó en la primera legislatura, tuvo que descartarlo por las críticas de la oposición y también de la Comunidad de Madrid, que prefería invertir el dinero público en la ampliación del Metro.
En 1998 se produjo el cierre de la cárcel de Carabanchel. Aunque Álvarez del Manzano planeó construir allí una nueva zona residencial, el proyecto no se llevó a cabo por las discrepancias entre administraciones sobre el uso de los terrenos. De hecho el complejo no pudo ser derribado hasta 2008, cinco años después de que hubiese abandonado la alcaldía.

#### Tercer mandato: 1999-2003
De nuevo con mayoría absoluta en las municipales de 1999, Álvarez del Manzano aprovechó el que sería su último mandato para iniciar las obras más ambiciosas de su gestión: el túnel de María de Molina, el soterramiento de los pasos elevados de Cuatro Caminos —que no quedaría concluido hasta 2005— y de Santa María de la Cabeza, llegando a un total de 28 túneles en doce años. En su último año puso en marcha el Servicio de Estacionamiento Regulado en algunos barrios del interior de la M-30, dentro de las políticas para reducir el tráfico, y sentó las bases para que Madrid se convirtiera en candidata a los Juegos Olímpicos de 2012. También hubo decisiones polémicas como la desaparición de La Pagoda de Miguel Fisac en 1999, que pudo derribarse porque no había sido incluida en la lista de edificios históricos del PGOU.
Al final de su mandato, el ayuntamiento de Madrid tuvo que afrontar el juicio por la privatización parcial de la Empresa Municipal de Servicios Funerarios; en 1992 el consistorio vendió el 49% de la entidad a Funespaña (propiedad de Mapfre) por cien pesetas y la asunción de la deuda pública, de hasta 2274 millones de pesetas. Sin embargo, dos años después le condonaron la deuda a instancias del teniente de alcalde, Luis María Huete. La Fiscalía Anticorrupción se querelló contra seis altos cargos del PP madrileño, pero solo Huete fue condenado por prevaricación.
Aunque Álvarez del Manzano aspiraba a una cuarta reelección en las municipales de 2003, el PP decidió presentar en su lugar a Alberto Ruiz-Gallardón. Un mes antes impulsó la reforma del eje museístico del paseo del Prado y de Recoletos.

### Presidencia de Ifema
Álvarez del Manzano ocupó la presidencia de la junta rectora de Ifema desde 1991 hasta 2015. Según los estatutos del organismo, este cargo corresponde por defecto al alcalde de Madrid. Sin embargo, cuando Alberto Ruiz-Gallardón asumió el consistorio de la capital, llegó a un acuerdo para delegarle la presidencia de la Feria, a cambio de un salario fijo que antes no percibía. La siguiente alcaldesa, Ana Botella, tomó la misma decisión.
La investidura de Manuela Carmena en 2015, la primera alcaldesa capitalina de centroizquierda desde 1989, propició la salida de Álvarez del Manzano tras 24 años en el cargo, siendo reemplazado por Luis Cueto. Tras su marcha se desveló que había percibido un salario bruto de 120 000 euros al año desde 2003 hasta su destitución, si bien cargos directivos como los de Luis Eduardo Cortés (presidente del comité ejecutivo) y Fermín Lucas (director general) llegaron incluso a cobrar el doble. Ante las críticas suscitadas, Álvarez del Manzano se justificó asegurando que «5000 euros netos al mes» eran «un sueldo razonable» para un directivo.

### Vida posterior
Ya retirado de la política, ha sido miembro del consejo de administración de Reyal Urbis (2013-2015) y desde 2015 es socio del bufete de abogados Cremades & Calvo-Sotelo.
En las elecciones municipales de 2019 cerró la lista electoral del candidato del Partido Popular a la alcaldía de Madrid, José Luis Martínez-Almeida.

## Cargos desempeñados
- Subsecretario de Agricultura (1977-1978)
- Concejal del Ayuntamiento de Madrid (1979-2003)
- Portavoz del Grupo Centrista en el Ayuntamiento de Madrid (1980-1983)
- Portavoz del Grupo Popular en el Ayuntamiento de Madrid (1983-1991)
- Primer teniente de Alcalde de Madrid (1989-1991)
- Alcalde de Madrid (1991-2003)
- Presidente de IFEMA (1991-2015)
- Socio de Cremades & Calvo-Sotelo Abogados (2017- presente)

## Condecoraciones
- Gran Cruz de la Orden Civil del Mérito Agrícola (1978)[52][53]
- Gran Cruz (con distintivo blanco) del Mérito Aeronáutico (1997)[54]
- Cruz Blanca de la Orden al Mérito del Plan Nacional sobre Drogas (1997)[55]
- Gran Cruz (con distintivo blanco) del Mérito Naval (2003)[56]
- Gran Cruz de la Orden del Dos de Mayo (2012).[57]